# Другий дивізіон Футбольної ліги

Другий дивізіон Футбольної ліги (англ. Football League Second Division) — другий за рівнем дивізіон англійської Футбольної ліги до утворення Прем'єр-ліги 1992 року.
З сезону 1992-93 до сезону 2003-04 сезону Другий дивізіон був другим дивізіоном Футбольної ліги Англії, і третім за рівнем дивізіоном в загальній системі футбольних ліг Англії.
2004 року Другий дивізіон було замінено на Першу футбольну лігу, яка стала третім за рівнем дивізіоном Англії.